# Конрад, Виктор
Виктор Конрад (нем. Victor Conrad; 25 августа 1876, Вена — 25 апреля 1962, Кембридж) — австрийско-американский физик, сейсмолог и метеоролог. Являлся первым директором австрийской сейсмологической службы. Дважды становился жертвой политического насилия: в 1919 году — за свою этническую принадлежность, и в 1934 году — как социалист. Эмигрировал в США в 1938 году, продолжив свою академическую карьеру в Нью-Йорке, Калифорнии и Кембридже. Научные результаты Конрада опубликованы в более чем 240 работах по метеорологии, климатологии и сейсмологии. Его именем названа Граница Конрада, структура перехода континентальной коры.

## Биография и работы

### Ранние годы
Виктор Конрад родился 25 августа 1876 года в Хюттельдорфе, Нижняя Австрия (сегодня это часть Вены). Его отец был промышленником, а также — художником-любителем, специализировавшимся на пейзажах. Конрад учился в Венском университете, где первоначально изучал биологию. В 1896 году, уже начав работать над своим дипломным проектом, он занялся физикой. По предложению Франца С. Экнера, Виктор Конрад начал работать над проблемами атмосферного электричества — по результатам этих исследований в 1900 году он получил докторскую степень. В 1901 году Конрад стал ассистентом в Центральном институте метеорологии и геодинамики (нем. K.K. Centralanstalt fur Meteorologie und Erdmagnetismus), в основном работая в высотной обсерватории «Sonnblick». В 1904 году, когда была создана Сейсмологическая служба Австрии, он был назначен руководителем нового отдела и стал ответственным за сейсмический мониторинг на всей территории страны. Среди его первых работ был микросейсмический обзор 1905 года.

### Профессор в Черновцах и Вене
В 1910 году Конрад стал профессором на недавно созданной кафедре «космической физики» в Черновцах (сейчас — Украина). Во время Первой мировой войны, с 1916 по 1918 год, он являлся директором метеорологической и астрономической обсерватории в Белграде. После распада Австро-Венгерской империи Конрад был вынужден покинуть Черновцы, потеряв не только должность, но и имущество. Он вернулся на прежнее место — в Центральный метеорологический институт, после чего стал профессором в Вене. В этот период, анализируя два землетрясения, произошедших в Австрии в 1923 и 1927 годах, Конрад обнаружил явление, которое сегодня называется «Граница Конрада».

### Эмиграция и дальнейшая карьера
Будучи членом социалистической партии Австрии, после гражданской войны в Австрии Конрад столкнулся с политической дискриминацией. 30 апреля 1934 года он был уволен. В 1938 году он эмигрировал в Соединенные Штаты, где возобновил свою карьеру в Нью-Йоркском университете, а затем — в Калифорнийском технологическом институте и Чикагском университете. В 1944 году Виктор Конрад начал работать в Гарвардском университете; он вышел в отставку в 1951 году.

## Обсерватория Конрад
Виктор Конрад скончался в американском Кембридже в 1962 году. Его вдова, Ида, завещала большую часть имущества семейной пары Центральному институту метеорологии и геодинамики Австрии — при условии, что средства будут использованы для создания научно-исследовательского учреждения. В итоге, в Австрии была создана обсерватория Виктора Конрада, предназначенная для работ в области сейсмологии.